# Xã Carter, Quận Spencer, Indiana
Xã Carter (tiếng Anh: Carter Township) là một xã thuộc quận Spencer, tiểu bang Indiana, Hoa Kỳ. Năm 2010, dân số của xã này là 3.258 người.